# Toksovo
Toksovo (en russe :Токсово) est une petite commune urbaine située à 20 km au nord-est de Saint-Pétersbourg dans le raïon de Vsevolojsk de l'oblast de Léningrad au sud de l'isthme de Carélie. C'est aujourd'hui une bourgade cossue de résidences secondaires et de datchas qui comprenait 5 397 habitants en 2007.

## Climat
L'été est plutôt doux avec une moyenne de 16°7 en juillet. L'hiver, la couverture de neige peut atteindre un mètre. La moyenne annuelle des précipitations est de 786 mm.

## Historique

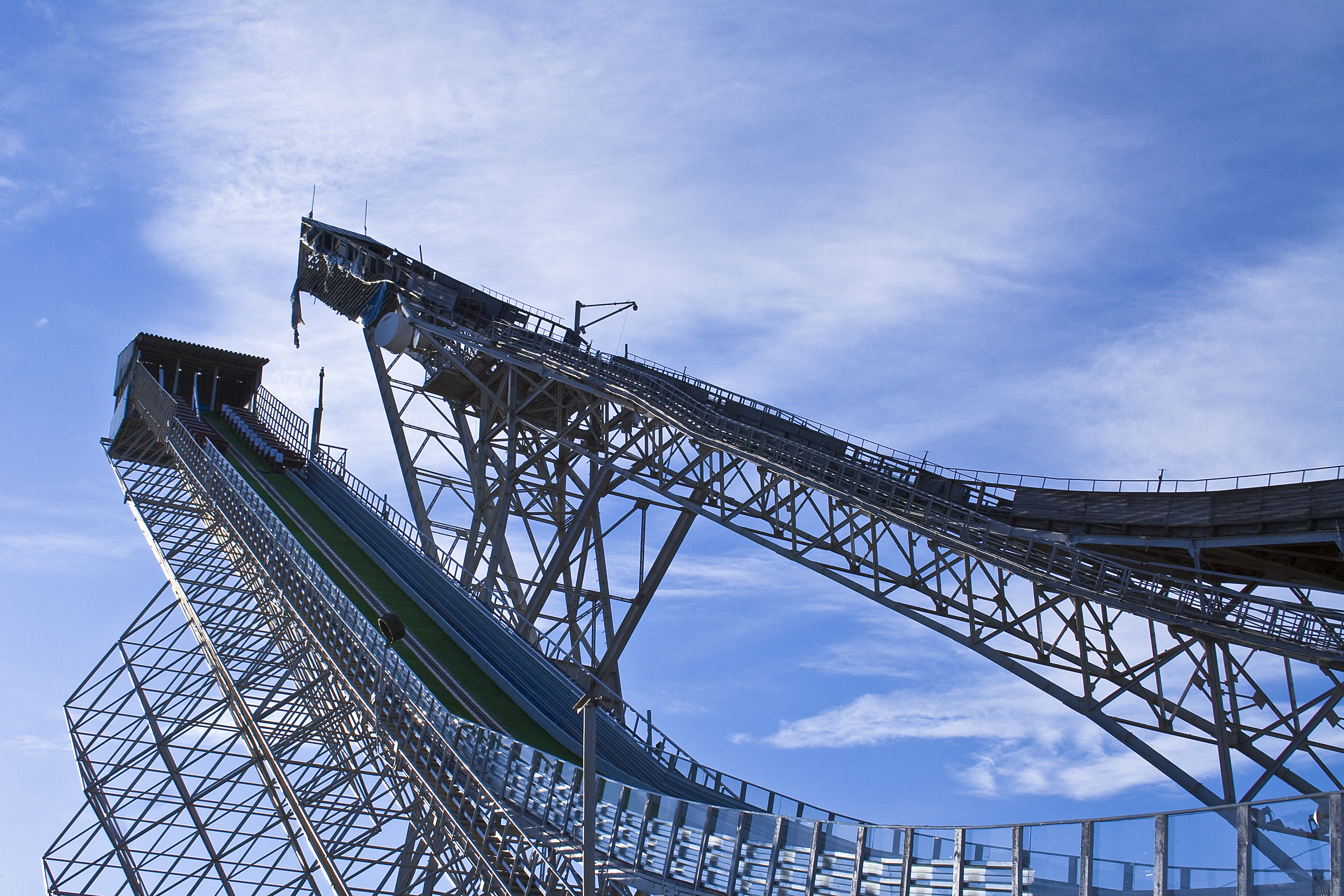
Le tremplin de ski de Toksovo

L'archéologie a retrouvé dans les environs des traces humaines datant de dix mille ans. La première mention écrite de Toksovo date de 1500, au moment où la principauté de Novgorod avait constitué cinq divisions administratives, et Toksovo faisait partie de l'une d'elles. Lorsque le royaume de Suède gouvernait au XVIIe siècle, les populations finno-ougriennes locales vivaient essentiellement d'activité pastorale et de pêche. Toksovo, du carélien Toksova, était un point commercial relativement important, avec une communauté luthérienne bien ancrée. C'est avec le développement de Saint-Pétersbourg au début du XVIIIe siècle que le village, devenu russe en 1708, s'étend, mais surtout dans la seconde moitié du XIXe siècle qu'il change de nature avec la construction de datchas et de résidences secondaires de citadins pétersbourgeois. La ligne de chemin de fer Saint-Pétersbourg-Priozersk renforce les échanges et le village s'agrandit encore. La gare de Toksovo ouvre en 1917 et l'arrêt du quai de Kavgolovo en 1929. Lorsque les armées allemandes du Troisième Reich font le siège de Léningrad en 1941, les populations locales sont évacuées. Les Ingriens et les Finlandais, contrairement aux autres nationalités, ne sont autorisés à revenir qu'après la mort de Staline en 1953.
L'endroit est réputé pour ses lacs et son relief de collines, qui l'hiver permettent la pratique du ski alpin sur quelques pentes avec remontées mécaniques, du ski de fond et du saut en tremplin, ce qui lui vaut le surnom de Suisse pétersbourgeoise.
On a construit au village une grande église orthodoxe en 1995 vouée à saint Michel-Archange.
Les lacs pittoresques de Khepoïarvi (du finnois Hepojärvi) et de Kavgolovo se trouvent à côté.

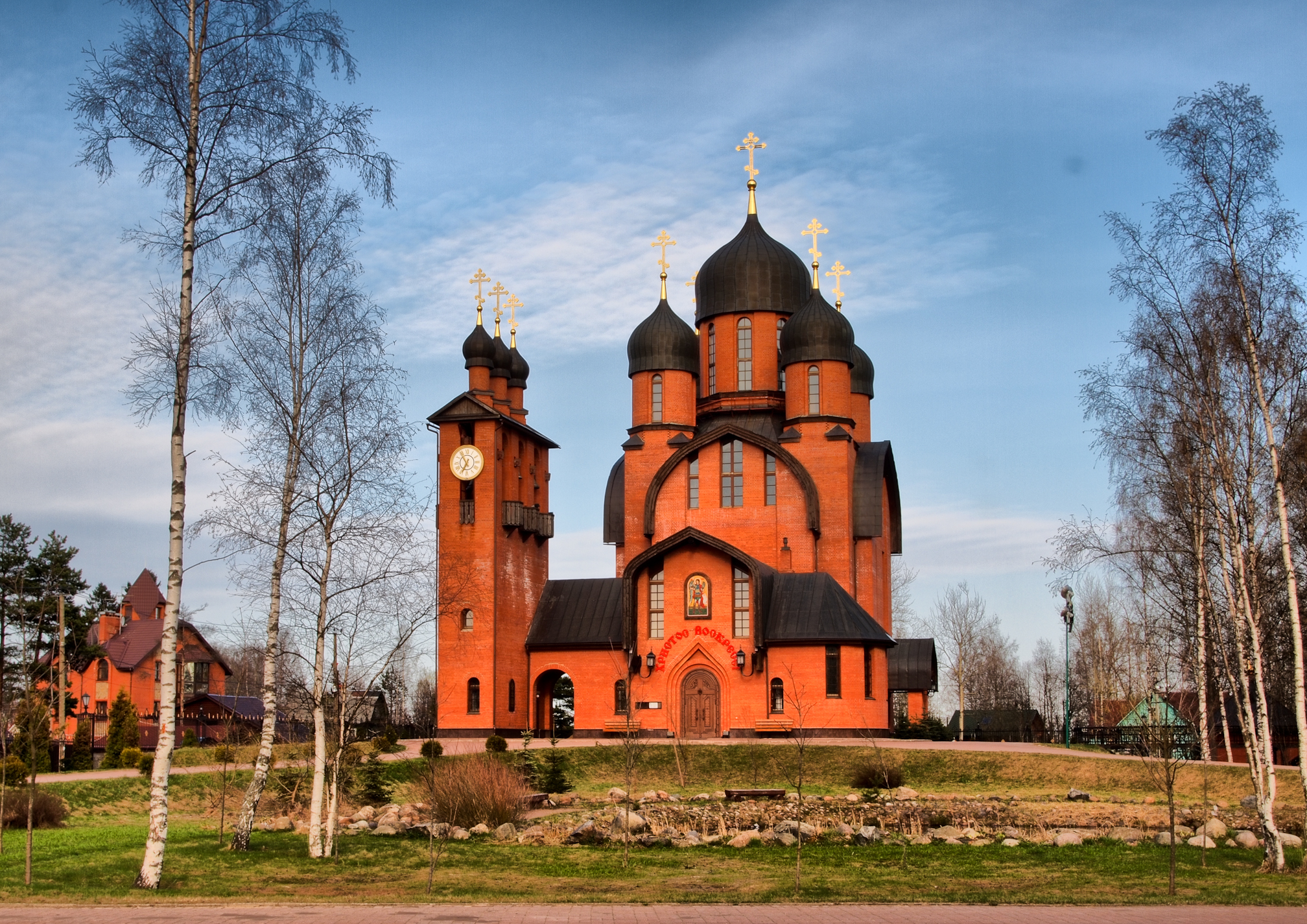
Vue de l'église Saint-Michel-Archange.
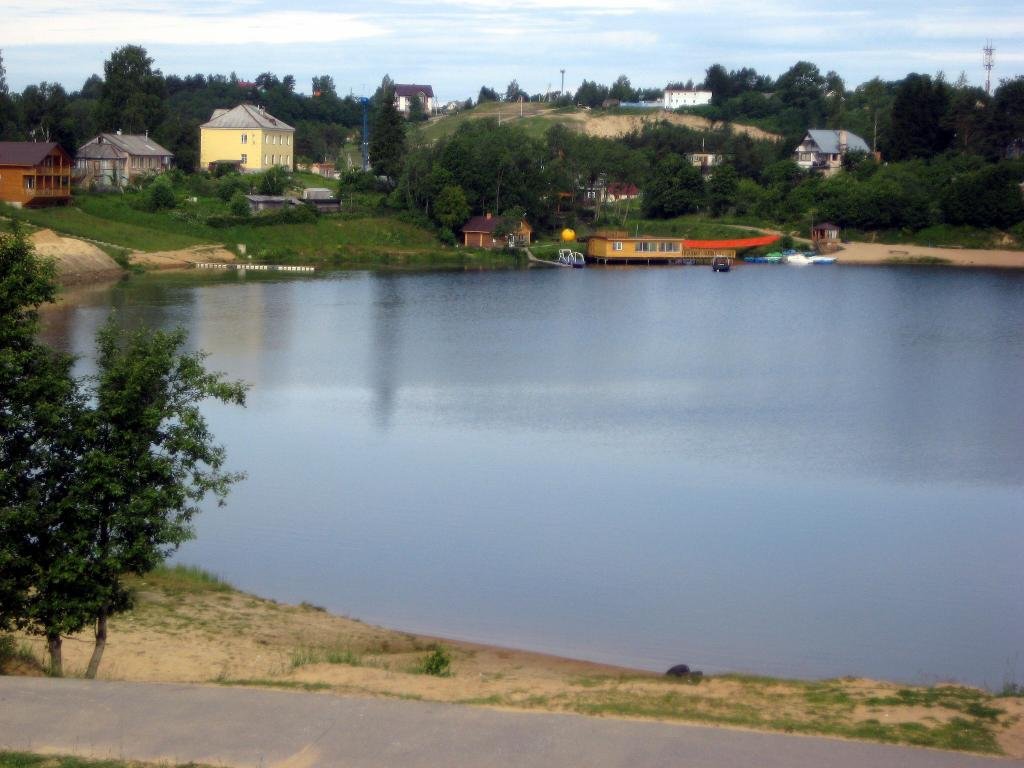
Bord du lac Khepoïarvi.
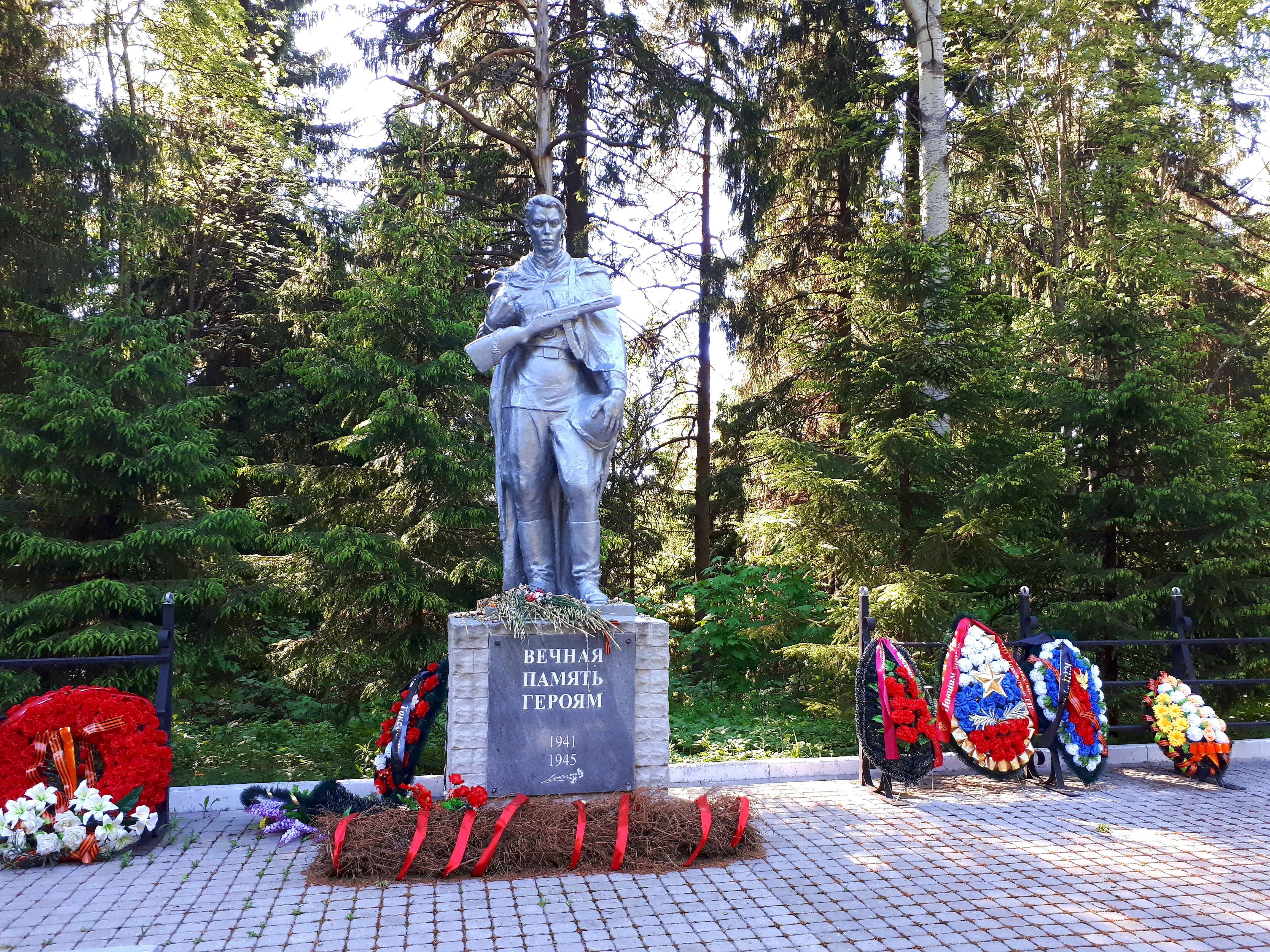
Monument aux morts de la Grande Guerre patriotique.
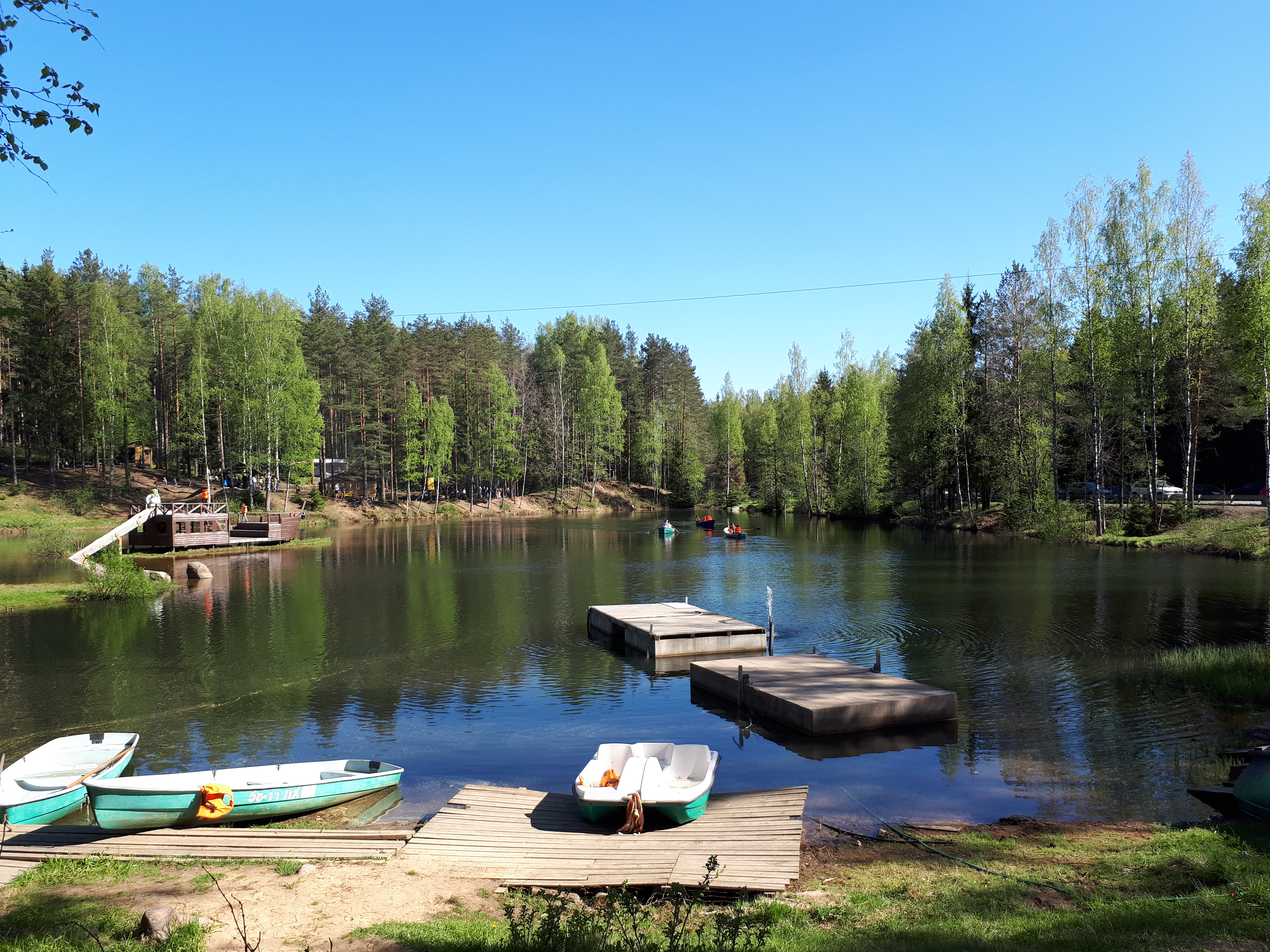
Le lac Izoumroudnoïe (d'Émeraude) du parc naturel de Toksovo-Kavgolovo.

## Population
Recensements (*) ou estimations de la population :
| 1939* | 1959* | 1970* | 1979* | 1989* | 2002* | 2010  |
| ----- | ----- | ----- | ----- | ----- | ----- | ----- |
| 2 703 | 6 950 | 7 616 | 6 260 | 5 699 | 5 893 | 5 434 |